# Ulf Lyfors
Ulf Hugo Lyfors, född den 9 juli 1943, död 20 februari 2022, var en svensk fotbollsspelare och tränare. Mellan 1980 och 1987 var han förbundskapten för det svenska damlandslaget i fotboll.
Hans största framgång som förbundskapten var EM-guldet vid Europamästerskapet 1984. Lyfors var gift med fotbollstränaren Marika Domanski Lyfors från 1989 till sin död.
Lyfors medverkade i Sveriges Televisions dokumentära TV-serie Den andra sporten från 2013.